# Прескотт (Вісконсин)
Прескотт (англ. Prescott) — місто (англ. city) в США, в окрузі Пієрс штату Вісконсин. Населення — 4333 особи (2020).

## Географія
Прескотт розташований за координатами 44°45′10″ пн. ш. 92°47′22″ зх. д. / 44.75278° пн. ш. 92.78944° зх. д. (44.752707, -92.789539).  За даними Бюро перепису населення США в 2010 році місто мало площу 7,68 км², з яких 6,71 км² — суходіл та 0,97 км² — водойми.

## Демографія
Згідно з переписом 2010 року, у місті мешкало 4258 осіб у 1685 домогосподарствах у складі 1152 родин. Густота населення становила 555 осіб/км².  Було 1813 помешкання (236/км²).
Расовий склад населення:
| - 95,8 % — білих - 0,6 % — корінних американців - 0,4 % — азіатів - 0,3 % — чорних або афроамериканців |

До двох чи більше рас належало 2,2 %. Частка іспаномовних становила 2,0 % від усіх жителів.
За віковим діапазоном населення розподілялося таким чином: 25,9 % — особи молодші 18 років, 63,0 % — особи у віці 18—64 років, 11,1 % — особи у віці 65 років та старші. Медіана віку мешканця становила 36,5 року. На 100 осіб жіночої статі у місті припадало 101,8 чоловіків;  на 100 жінок у віці від 18 років та старших — 97,0 чоловіків також старших 18 років.
Середній дохід на одне домашнє господарство  становив 83 912 долари США (медіана — 67 159), а середній дохід на одну сім'ю — 98 089 доларів (медіана — 79 423). Медіана доходів становила 46 964 долари для чоловіків та 40 375 доларів для жінок. За межею бідності перебувало 6,6 % осіб, у тому числі 7,8 % дітей у віці до 18 років та 0,0 % осіб у віці 65 років та старших.
Цивільне працевлаштоване населення становило 2449 осіб. Основні галузі зайнятості: виробництво — 25,2 %, освіта, охорона здоров'я та соціальна допомога — 17,9 %, мистецтво, розваги та відпочинок — 14,9 %.